# Борчице
Борчице (слч. Borčice) су насељено мјесто са административним статусом сеоске општине (слч. obec) у округу Илава, у Тренчинском крају, Словачка Република.

## Становништво
| Година:    | 1994. | 2004.   | 2014.    | 2024.    |
| ---------- | ----- | ------- | -------- | -------- |
| Број људи: | 392   | 377     | 535      | 752      |
| Разлика:   |       | -3,82 % | +41,90 % | +40,56 % |

| Година:    | 2023. | 2024.   |
| ---------- | ----- | ------- |
| Број људи: | 746   | 752     |
| Разлика:   |       | +0,80 % |

Према подацима о броју становника из 2024. године насеље је имало 752 становника.